# Satyrus ochrea
Satyrus ochrea är en fjärilsart som beskrevs av Ramon Agenjo Cecilia 1961. Satyrus ochrea ingår i släktet Satyrus och familjen praktfjärilar. Inga underarter finns listade.